# Nelly 5.0 (альбом)
| Оценки критиков      | Оценки критиков |
| Источник             | Оценка          |
| -------------------- | --------------- |
| Allmusic             | [ 1 ]           |
| Billboard            | favorable       |
| The Boston Globe     | favorable       |
| Entertainment Weekly | B               |
| Rolling Stone        | [ 5 ]           |
| Slant Magazine       | [ 6 ]           |
| USA Today            | [ 7 ]           |

Nelly 5.0 — шестой студийный альбом рэпера Nelly, релиз которого состоялся 16 ноября 2010 года. Альбом содержит сингл «Just A Dream».

## Об альбоме
8 июля 2009 года Nelly сделал публичное заявление, что он планирует выпуск нового альбома в ноябре, запись которого целиком проходит в Лас-Вегасе. Также на концерте он представил первые промотреки с альбома «1000 Stacks» с P.Diddy и «Angel Eyes» с Akon.
10 ноября артист представил новый трек «Long Gone», который возможно войдет в альбом.
Выпуск альбома планировался совместно с возвращением его группы St. Lunatics с альбомом «City Free», однако Нелли решил дать больше времени на промоутинг «City Free» и объявил, что он будет выпущен в первой четверти 2011 года. Окончательная дата релиза 5.0, после нескольких переносов — 16 ноября 2010 года.
Убийство двоюродного брата Нелли Майкла «Wacc» Джонсона в мае 2010 года привело к переносу релиза альбома.
15 мая 2010 года рэпер в интервью объявил окончательное название альбома — «Nelly 5.0», названного так в честь нового Ford Mustang 5.0, который рекламирует Нелли, а также объясняется тем, что этот альбом, по сути, пятый релиз в его карьере (учитывая то, что два альбома — Sweat и Suit — представляют собой «двухтомник» и были выпущены в один день).

## Продюсеры, гости
Nelly привлёк к записи альбома много знаменитых продюсеров. В записи альбома приняли участие Jim Jonsin (известный по написанию музыки для Бейонсе, Ашера и многих других исполнителей современного ритм-н-блюза), Polow Da Don (который уже продюсировал для Nelly на предыдущем альбоме), J.R. Rotem, Лукас Dr. Luke Готвальд (автор таких хитов как Tik Tok Кеши, и Right Round Флоу Райды, Smash Factory (продюсерская группа T.I.).
Что привычно для Nelly, альбом насыщен значительным количеством гостей разного плана. Среди них такие исполнители как Дидди, T.I., Plies, Эйкон, T-Pain, Крис Браун, Birdman, Dj Khaled, Yo Gotti, Talib Kweli, Avery Storm. Не обошлось и без появления Ali и Murphy Lee из St. Lunatics.
Как стало известно 12 декабря 2009 года, к записи одного из треков привлечена Келли Роуленд, которая уже засветилась на знаменитом треке Nelly «Dilemma» с альбома Nellyville. Новый трек под названием «Gone (Dilemma Pt.2)» спродюсировали Jim Jonsin и Rico Love, и является продолжением одного из самых громких хитов 2002 года.
После выхода рэпера T.I. из тюрьмы он присоединился к работе Nelly над одним из треков, который получил название Dizzy, и был спродюсирован продюсерской группой Smash Factory, который также не вошёл в альбом.
Официальный трек-лист альбома был опубликован 28 октября 2010 года.

## Синглы
- «Tippin' In The Club» был выпущен как промосингл к альбому 17го августа. Продюсеры JukeBox.
- Первым официальным синглом альбома стала мелодичная баллада «Just A Dream», презентованная на концерте Демократической партии 30 июля 2010 года. Продюсером выступил Jim Jonsin. Уже через два дня после релиза композиция заняла строчку № 6 в общем рейтинге синглов на itunes store.

«Just A Dream» — наиболее успешный сингл исполнителя с 2005 года («Grillz»), дебютировал с 12 строчки на Billboard Hot 100, продержался в топ-10 мирового чарта одиннадцать недель, достигнув пика на 3 месте. К концу сентября сингл стал платиновым, а к концу года приблизился к отметке в 3 000 000 скачиваний. Видео было выпущено в середине сентября и быстро вошло в топ-5 самых просматриваемых видео на YouTube, что позволило синглу укрепить позиции в мировом чарте.
- Вторым синглом стала коллаборация с T-Pain и Akon «Move That Body», спродюсированная Dr. Luke и Bangladesh. В первую же неделю успела дебютировать на 54 м месте мирового чарта, однако не смогла продержаться в чарте больше одной недели.
- «Gone» при участии Kelly Rowland был выпущен как официальный сингл 18 января 2011 года.

## Продажи
Альбом стартовал с позиции № 10 в Billboard 200 с показателем в 66 454 продажи.. В Top Rap Albums альбом стартовал с 1го места. На Апрель 2011 года было продано 249,600 копий альбома в пределах США.

## Список композиций
| №   | Название                                            | Продюсер(ы)                         | Длительность |
| --- | --------------------------------------------------- | ----------------------------------- | ------------ |
| 1.  | «I'm Number One» (featuring Birdman & DJ Khaled)    | Infamous                            | 3:32         |
| 2.  | «Long Gone» (featuring Chris Brown & Plies)         | Polow Da Don                        | 3:40         |
| 3.  | «She's So Fly» (featuring T.I.)                     | Smash Factory                       | 3:21         |
| 4.  | «Just A Dream»                                      | Jim Jonsin & Rico Love              | 3:57         |
| 5.  | «Making Movies»                                     | Rico Love, Earl Hood(co)            | 3:34         |
| 6.  | «Move That Body» (featuring T-Pain & Akon)          | Dr. Luke & Bangladesh               | 3:25         |
| 7.  | «1000 Stacks»                                       | Don Vito & Blade                    | 4:10         |
| 8.  | «Gone» (featuring Kelly Rowland)                    | Jim Jonsin, Rico Love               | 4:27         |
| 9.  | «Don't It Feel Good»                                | Rico Love                           | 4:10         |
| 10. | «Broke» (feat. Yo Gotti & Sophie Greene)            | Rico Love                           | 3:35         |
| 11. | «Liv Tonight» (feat. Keri Hilson)                   | The Runners                         | 4:31         |
| 12. | «Nothing Without Her»                               | Jim Jonsin, Rico Love, Danny Morris | 3:39         |
| 13. | «Go» (feat. Talib Kweli & Ali)                      | J Frenchie, Multiman                | 4:39         |
| 14. | «If I Gave You One» (feat. Avery Storm)             | Trife Trizzil                       | 4:27         |
| 15. | «k.I.s.s.» (feat. Diddy - Dirty Money & Murphy Lee) | Rico Love, Earl Hood                | 3:45         |

| №                   | Название                                     | Продюсер(ы)             | Длительность |
| ------------------- | -------------------------------------------- | ----------------------- | ------------ |
| 16.                 | «Giving Her the Grind» (featuring Sean Paul) | Infamous, Laurent Cohen | 3:48         |
| Общая длительность: | Общая длительность:                          | Общая длительность:     | 62:45        |

Примечания
- «Long Gone» содержит семпл «Let’s Start Love Over» от Miles Jaye.
- «1000 Stacks» содержит семпл «Everyday Struggle» от The Notorious B.I.G.
- «Making Movies» и «Don’t It Feel Good» содержит неуказанный вокал Rico Love.

## Чарты
| Chart (2010)              | Высшая позиция |
| ------------------------- | -------------- |
| Australian Albums Chart   | 17             |
| Canadian Albums Chart     | 19             |
| UK Albums Chart           | 59             |
| US Billboard 200          | 10             |
| US Top R&B/Hip-Hop Albums | 2              |
| US Top Rap Albums         | 1              |